# إيزابيل أوبير
إيزابيل أوبير (بالفرنسية: Isabelle Huppert) ممثلة فرنسية من مواليد باريس في 16 مارس 1953، أوبير حائزة على عدد من الجوائز من مهرجانات سينمائية عالمية من بينها برلين وموسكو وفينيسيا حاصلة على جائزة سيزر 1996 كأفضل ممثلة عن دورها في فيلم المراسم.
كما حازت مرتان على جائزة أفضل ممثلة في مهرجان كان السينمائي، المرة الأولى كانت عن دورها في فيلم مغامرة فيوليت Violette Nozière العام 1987 من إخراج كلود شابرول، والمرة الثانية عن دورها في عازفة البيانو La Pianiste من إخراج مايكل هانيكي العام 2001، إضافة لجائزة حازتها في أغسطس 2008 من مهرجان مونتريال السينمائي عن مجمل أعمالها الفنية. وفي 2009 اختيرت كرئيسة لمهرجان كان السينمائي.

## فيلموغرافيا
- Faustine et le bel été 1972
- César et Rosalie 1972
- Les Valseuses 1974
- The Judge and the Assassin 1976
- Docteur Françoise Gailland 1976
- The Lacemaker|La Dentellière 1977
- Les Indiens sont encore loin 1977
- Violette Nozière (1978)
- Sauve qui peut (la vie) 1979
- Loulou (1980)
- Heaven's Gate (1980)
- La dame aux camélias 1980
- Coup de torchon 1981
- Passion 1982
- Coup de foudre 1984
- The Bedroom Window 1987
- Une affaire de femmes 1988
- La vengeance d'une femme 1990
- Madame Bovary 1991
- La séparation 1994
- Amateur 1994
- La Cérémonie 1995
- Rien ne va plus 1996
- Le affinità elettive 1996
- Les palmes de M. Schultz 1997
- L'École de la chair 1997
- Pas de scandale 1999
- Merci pour le chocolat 1999
- Les destinées sentimentales 2000
- La comédie de l'innocence 2000
- Saint-Cyr 2000
- La pianiste 2001
- 8 femmes 2002
- La vie promise 2002
- Deux (2002)
- Time of the Wolf 2002
- Ma mère 2004
- I Heart Huckabees 2004
- Les sœurs fâchées 2005
- Gabrielle 2005
- Robert Wilson Video Portrait 2006
- L'Ivresse du pouvoir 2006
- Nue propriété 2007
- Home 2008
- هي 2016
- فرانكي 2019